# Flashback (1969)
Flashback är en italiensk dramafilm från 1969 i regi av Raffaele Andreassi. Filmen utspelar sig under andra världskriget. I huvudrollen syns norske Fred Robsahm som den tyske soldaten Heinz Prulier. Filmen var med i filmfestivalen i Cannes 1969 och blev nominerad till Guldpalmen.